# أ. دبليو. شيبرد
أ. دبليو. شيبرد (بالإنجليزية: A. W. Shepard)‏ هو لاعب كرة قدم أمريكية أمريكي، ولد في 21 أغسطس 1865 في North Evans, New York ‏ في الولايات المتحدة، وتوفي في 13 يناير 1951 في سانت بيترسبرغ في الولايات المتحدة.